# Feá
Feá (llamada oficialmente Santa María de Feá) es una parroquia y un lugar del municipio español de Toén, en la provincia de Orense, Galicia.

## Historia
En el diccionario de Madoz, se recoge que la parroquia era una antigua jurisdicción de Pedro de Puga y el monasterio de San Martín Pinario de Santiago de Compostela. En el conocido como nomenclátor de Floridablanca (1789), la parroquia aparece como de señorío secular y eclesiástico con jurisdicción ordinaria de aquellos.

## Organización territorial
La parroquia está formada por dos entidades de población:
- Feá
- Quenlle

## Demografía

### Parroquia
| Gráfica de evolución demográfica de Feá (parroquia) entre 2000 y 2023 |
|                                                                       |
| Datos según el nomenclátor publicado por el INE.                      |

### Lugar
| Gráfica de evolución demográfica de Feá (lugar) entre 2000 y 2023 |
|                                                                   |
| Datos según el nomenclátor publicado por el INE.                  |

## Parroquia eclesiástica
La correspondiente parroquia eclesiástica está bajo la advocación de santa Marina y se encuadra dentro del arciprestazgo de Orense Oeste de la diócesis de Orense.

## Patrimonio cultural
Según el catálogo del plan general de ordenación municipal de Toén, forman parte del patrimonio cultural del municipio los siguientes elementos situados dentro del término parroquial: dentro de la arquitectura religiosa, la iglesia de Santa María y una capilla en ruinas; como elemento etnográfico, un cruceiro; y dentro de los yacimientos arqueológicos, el de Porto de Cima.